# Judo aux Jeux olympiques d'été de 1964
Navigation
Munich 1972
C'est la première fois que le Judo est sport olympique. Il n'y a que 4 catégories et seuls les hommes participent aux épreuves.
|     |                                               |    |        |        |       |
| Pos | Pays                                          | Or | Argent | Bronze | Total |
| 1   | Japon                                         | 3  | 1      | 0      | 4     |
| 2   | Pays-Bas                                      | 1  | 0      | 0      | 1     |
| 3   | Allemagne                                     | 0  | 1      | 1      | 2     |
| 4=  | Canada                                        | 0  | 1      | 0      | 1     |
| 4=  | Suisse                                        | 0  | 1      | 0      | 1     |
| 6   | Union des républiques socialistes soviétiques | 0  | 0      | 4      | 4     |
| 7=  | Australie                                     | 0  | 0      | 1      | 1     |
| 7=  | Corée du Sud                                  | 0  | 0      | 1      | 1     |
| 7=  | États-Unis                                    | 0  | 0      | 1      | 1     |

## Moins de 68 kg
| Or:                    | Argent:         | Bronze:                                    |
| Takehide Nakatani, JPN | Eric Hänni, SUI | Ārons Bogoļubovs, URSS Oleg Stepanov, URSS |

## Moins de 80 kg
| Or:             | Argent:               | Bronze:                             |
| Isao Okano, JPN | Wolfgang Hofmann, ALL | James Bregman, USA Kim Eui-Tae, COR |

## Plus de 80 kg
| Or:               | Argent:          | Bronze:                                        |
| Isao Inokuma, JPN | Doug Rogers, CAN | Parnaoz Chikviladze, URSS Anzor Kiknadze, URSS |

## Toutes catégories
| Or:                | Argent:            | Bronze:                                    |
| Anton Geesink, P-B | Akio Kaminaga, JPN | Theodore Boronovskis, AUS Klaus Glahn, ALL |